# Steromapedaliodes albarregas
Steromapedaliodes albarregas is een vlinder uit de familie Nymphalidae. De wetenschappelijke naam van de soort is, als Altopedaliodes albarregas, voor het eerst geldig gepubliceerd in 1981 door M.J. Adams & G.I. Bernard. De combinatie in Steromapedaliodes werd gemaakt door Viloria & Pyrcz in 2001.